# La danza de la muerte (novela)
La danza de la muerte es una novela de Douglas Preston y Lincoln Child, publicado en 2005 por Warner Books en inglés y por Plaza y Janes es España. Es el sexto tomo de la saga Pendergast. Además es el segundo de la trilogía de Diogenes: resuelve temas que quedaron pendientes en el primer tomo, La mano del diablo, y finaliza con el tercero, El libro de los muertos.

## Argumento
Al final de La mano del diablo dejamos a Aloysius Pendergast enterrado vivo en las mazmorras del castillo Fosco y siendo rescatado por un misterioso personaje.
Aquí se nos desvela que este no era otro que su hermano Diogenes Pendergast, un peligroso maníaco que no lo hace por amor fraternal sino porque le necesita vivo para llevar a cabo un retorcido plan.
Constance Greene, la pupila de Aloysius, le enseña al teniente Vincent D'Agosta una carta en la que su tutor la advierte de que su hermano Diogenes trama algo siniestro pero no sabe que exactamente, solo cuando sucederá: el 28 de enero.

## Críticas
Las críticas del libro fueron en general positivas. Publishers Weekly dijo "Aunque sus libros anteriores son mejores, este no defrauda" Barbara Lipkien del Bookreporter escribió "es un poco más melodramático que otros de la serie pero te engancha." En la revista Library Journal, Jim Ayers dijo "Es raro que el segundo libro de una trilogía mejore al primero, este lo hace" 